# Siège de Constantinople (1235)
Pour les articles homonymes, voir Siège de Constantinople.
Guerres byzantino-latines
Batailles
- Constantinople (1203)
- Constantinople (1204)
- Bataille de l'Oliveraie de Kountouras
- Constantinople (1235)
- Pélagonia
- Constantinople (1260)
- Constantinople (1261)
- Prinitza
- Settepozzi
- Makryplági
- Néopatras
- Démétrias
- Campagnes de Licario
- Pharsale
- Berat
- Rhodes
- îles Échinades

Le siège de Constantinople de 1235 est un siège mené par les Bulgares et les Nicéens contre la capitale de l'empire latin d'Orient dirigé par l'empereur Jean de Brienne. Les troupes bulgaro-nicéennes menées par Jean III Doukas Vatatzès et le tsar Ivan Asen II échouent dans leur tentative.

## Prélude
Après la mort de l'empereur Robert de Courtenay en 1228, une nouvelle régence menée par Jean de Brienne est mise en place. Après la désastreuse défaite épirote face aux Bulgares à la bataille de Klokotnica,, le despotat d'Épire ne constitue plus une menace pour la survie de l'empire latin. Il en est tout autrement de l'empire de Nicée, qui commence à conquérir des territoires en Grèce. L'empereur Jean III Doukas Vatatzès conclut en outre une alliance avec les Bulgares, dont le résultat est en 1235 une campagne menée conjointement contre l'empire latin.

## Le siège
En 1235, Angelo Sanudo envoie une escadre navale pour la défense de Constantinople, où l'empereur Jean de Brienne est assiégé par les Bulgares et les troupes de Nicée. Néanmoins, le siège est un échec et les troupes doivent se replier à l'automne du fait de l'imminence de l'hiver. Les deux empereurs se mettent d'accord pour reprendre le siège l'année d'après, avant que les Bulgares ne refusent d'envoyer des troupes. Avec la mort de Jean de Brienne en 1237, les Bulgares cassent leur traité avec Jean III Doukas Vatatzès, car Ivan Asen II s'estime capable de devenir le régent de l'Empire latin.

## Suites
En 1247, les Nicéens encerclent de manière effective Constantinople. Seuls les remparts de la cité les tiennent encore à distance. La bataille de Pélagonia en 1258 marque la fin de la prédominance latine en Grèce. Enfin le 25 juillet 1261, pendant que la plupart des troupes latines se trouvent en campagne, le général Alexis Strategopoulos trouve une porte non gardée pour entrer dans la cité, restaurant ainsi l'empire byzantin dirigé par Michel VIII Paléologue.